# Anna Komnena Angelina
Anna Komnena Angelina (1176 – 1212) byla dcerou byzantského císaře Alexia III. Angela a Eufrosyny Dukainy.
Jejím prvním manželem byl sebastokratōr Isaac Komnenos, pra synovec císaře Manuela I. Komnena. Měli spolu dceru Teodoru Angelinu. Brzy poté, co Annin otec stal v roce 1195 císařem, byl Isaac vyslán do boje proti Vlacho - bulharskému povstání. Byl zajat, stal se pěšákem mezi soupeřícími frakcemi Bulharů a Vlachů, a zemřel v řetězech.
Anniným druhým manželem se roku 1200 stal Theodoros Laskaris, budoucí nikájský císař. Byla to dvojitá svatba, Annina sestra Irena se současně vdávala za Alexia Palaiologa.
Anna s Theodorem spolu měli tři dcery a dva syny:
- Mikuláš Laskaris
- Jan Laskaris
- Irena Laskarina
- Marie Laskarina
- Eudokia Laskarina